# Inkorporation (Kirche)
Inkorporation (Einverleibung, Eingliederung) steht im rechtlichen Sinne für die Eingliederung eines Rechtsverbandes in einen anderen.
Im Kirchenrecht wird damit die Eingliederung beziehungsweise Zuweisung eines kirchlichen Amtes oder einer kirchlichen Pfründe, meist einer Pfarrkirche, in eine andere kirchliche Institution bezeichnet. Begünstigte Institution war in der Regel ein Kloster, Stift, Domkapitel oder eine Universität. Das Rechtsinstitut der Inkorporation diente normalerweise der wirtschaftlichen Versorgung der begünstigten Institution.
Eine Wurzel für das Rechtsinstitut der Inkorporation ist im Eigenkirchenwesen zu sehen. Nachweisbar ist es seit dem 11. Jahrhundert in Nordfrankreich, bald darauf auch in England. Nach der zu Beginn des 13. Jahrhunderts im kanonischen Recht vorgenommenen Legalisierung und rechtlichen Fixierung des Vorganges wurde sie zu einer weit verbreiteten Praxis. Vorgenommen wurden Inkorporationen vom Bischof oder direkt vom Papst. Die für jeden Inkorporationsvorgang fällig werdenden Gebühren waren ein begehrter Einnahmefaktor, weshalb das Papsttum zeitweilig versuchte, das Recht zur Vornahme von Inkorporationen für sich zu reservieren.
Da Inkorporationen vornehmlich nach wirtschaftlichen Gesichtspunkten vorgenommen wurden – wirtschaftliche Interessen und Bedürfnisse der Inkorporationsbedürftigen wurden als hinreichende Gründe akzeptiert –, führte dies nicht selten zu einer Vernachlässigung der Pfarrkirchen, in seelsorgerischer Hinsicht wie auch in Hinsicht auf die ökonomische Sicherung des Pfarrpersonals. Diese Problematik wurde zu einer der Ursachen der Reformation. Das gegenreformatorische Konzil von Trient (Tridentinum, 1545–63) schränkte die Praxis der kirchlichen Inkorporation weitgehend ein. In Deutschland wurden durch die Säkularisationen des 19. Jahrhunderts die meisten Inkorporationsverhältnisse aufgehoben, insbesondere durch die große Säkularisation von 1803. Da hier kaum noch entsprechende Pfründenvermögen vorhanden sind, ist die Bedeutung des Inkorporationswesens für diese Regionen gesunken. Dort, wo keine entsprechenden Säkularisationen durchgeführt wurden, wie in Österreich, sind Inkorporationsverhältnisse nach wie vor bedeutsam. Hier handelt es sich meist um sogenannte halbe Inkorporationen (ad temporalia tantum), bei denen der Inkorporationsherr den wirtschaftlichen Nutzen des Rechtsverhältnisses genießt, nicht aber selbst zum Pfarrherrn der inkorporierten Institution wird.
In der älteren Praxis hatte eine volle kirchliche Inkorporation (pleno iure, etiam quoad spiritualia) im Wesentlichen bewirkt, dass der Inkorporationsbegünstigte zum Pfarrer (parochus habitualis, Pfarrherrn) der einverleibten Pfarrkirche wurde. Die Seelsorgetätigkeit wurde dann durch einen vom begünstigten Institut präsentierten Vikar (parochus actualis) wahrgenommen. In dem nach dem Zweiten Vatikanischen Konzil erneuerten kirchlichen Gesetzbuch (CIC, 1983) entfiel diese volle Inkorporation; „eine juristische Person darf nicht mehr Pfarrer sein, neue Inkorporationen von Pfarreien in Dom-. und Stiftskapitel sind nicht mehr möglich.“ Halbe Inkorporationen bestehen fort.
Da die Verfügung über das Pfründenvermögen das wesentliche Ziel der Inkorporation war, bewirkte das Inkorporationswesen eine (stärkere) Trennung zwischen Pfründenvermögen und dem Vermögen der sogenannten Kirchenfabrik, von dem Bau und Unterhalt der Kirchengebäude bestritten wurden.